# Santa Maria della Roccella
Santa Maria della Roccella è un'abbazia situata nel Museo e Parco archeologico nazionale di Scolacium, nel comune di Borgia, in provincia di Catanzaro, in Calabria.

## Storia
Squillace era una grande diocesi a ridosso della Calabria che apparteneva al ramo di Roberto il Guiscardo e Ruggero (testimoniato da Guglielmo di Puglia).
L'abbazia fu edificata tra la fine dell'XI secolo e la prima metà del XII sui ruderi di un antico cenobio bizantino, a sua volta sorto sui resti della città romana di Scolacium.
Pare fosse una delle più grandi abbazie costruite dai Normanni in Calabria ed ebbe un ruolo di fondamentale importanza strategica per il processo di latinizzazione della regione.
L'edificio fu semidistrutto da un violento terremoto del 1783.

## Architettura
In stile romanico occidentale con forti influenze arabe e bizantine, è una primogenitura dell'architettura normanna di XII secolo, e nei rincassi e nell'uso del laterizio della tradizione grecofona sembra annunciare qualcosa di nuovo.
L’interno, piuttosto elegante, riesce a trovare un equilibrio tra un tipo di architettura che riprende l’edilizia sacra grecofona, e una funzionalità occidentale. L'abbazia presentava una pianta a croce triabsidata che terminava con una cappella centrale molto prolungata. La cripta e il transetto, sporgente e sopraelevato, erano coperti da volte a crociera, mentre la grande navata era coperta da capriate lignee e illuminata da cinque finestre per lato.